# Basquetebol nos Jogos Pan-Americanos de 2015
Os torneios de basquetebol nos Jogos Pan-Americanos de 2015 foram realizados entre 16 e 25 de julho no Centro Atlético Ryerson, em Toronto.
Oito equipes no masculino e oito equipes no feminino participaram dos torneios de basquetebol, que tiveram o mesmo formato de disputa. As equipes participantes foram divididas em dois grupos de quatro, onde as duas melhores equipes de cada grupo avançaram as semifinais, com as vencedoras disputando a medalha de ouro e as perdedoras o bronze. As equipes que finalizaram em terceiro lugar disputaram o quinto lugar e as que terminaram no quarto lugar nos respectivos grupos disputaram o sétimo lugar na classificação final.

## Calendário
| Julho       | 7 | 8 | 9 | 10 | 11 | 12 | 13 | 14 | 15 | 16 | 17 | 18 | 19 | 20 | 21 | 22 | 23 | 24 | 25 | 26 |
| ----------- | - | - | - | -- | -- | -- | -- | -- | -- | -- | -- | -- | -- | -- | -- | -- | -- | -- | -- | -- |
| Basquetebol |   |   |   |    |    |    |    |    |    |    |    |    |    | 1  |    |    |    |    | 1  |    |

|  | Dia de competição |  | Dia de final |

## Países participantes
Um total de nove delegações enviaram equipes para as competições de basquetebol. Argentina, Brasil, Canadá, Estados Unidos, Porto Rico, República Dominicana e Venezuela participaram tanto do torneio masculino quanto do feminino.
| - ARG Argentina (24) - BRA Brasil (24) - CAN Canadá (24) - CUB Cuba (12) - USA Estados Unidos (24) | - MEX México (12) - PUR Porto Rico (24) - DOM República Dominicana (24) - VEN Venezuela (24) |

## Medalhistas
| Evento             | Ouro | Prata | Bronze |
| ------------------ | --- | --- | --- |
| Masculino detalhes | Ricardo Fischer Rafael Luz Augusto César Lima Larry Taylor Vítor Benite Carlos Nascimento Rafael Hettsheimeir Rafael Souza João Paulo Batista Léo Meindl Marcus Vinicius Toledo BRA Brasil         | Jamal Murray Junior Cadougan Melvin Ejim Andrew Nicholson Carl English Dillon Brooks Anthony Bennett Aaron Doornekamp Brady Heslip Daniel Mullings Kyle Wiltjer Sim Bullar CAN Canadá                     | Romelo Trimble Keith Langford Bobby Brown Ronald Baker Malcom Brogdon Denzel Valentine Shawn Long Anthony Randolph Damien Wilkins Kaleb Tarczewski Tavrean Prince Ryan Hollins USA Estados Unidos |
| Feminino detalhes  | Miah-Marie Langlois Kia Nurse Shona Thorburn Nayo Raincock-Ekwune Kim Gaucher Miranda Ayim Nirra Fields Natalie Achonwa Lizanne Murphy Tamara Tatham Katherine Plouffe Michelle Plouffe CAN Canadá | Moriah Jefferson Tiffany Mitchell Linnae Harper Kelsey Plum Caroline Coyer Shatori Walker Breanna Stewart Courtney Williams Stephanie Mavunga Taya Reimer Sophie Brunner Alaina Coates USA Estados Unidos | Fransy Ochoa Ineidis Casanova Anisleidy Galindo Oyanaisy Gelis Arlenys Romero Yamara Amargo Arlety Povea Marlene Cepeda Clenia Noblet Zuleira Aties Leidys Oquendo Suchitel Ávila CUB Cuba        |

## Quadro de medalhas
| Ordem | País               | Medalha de ouro | Medalha de prata | Medalha de bronze |   |
| ----- | ------------------ | --------------- | ---------------- | ----------------- | - |
| 1     | CAN Canadá         | 1               | 1                |                   | 2 |
| 2     | BRA Brasil         | 1               |                  |                   | 1 |
| 3     | USA Estados Unidos |                 | 1                | 1                 | 2 |
| 4     | CUB Cuba           |                 |                  | 1                 | 1 |
| TOTAL | TOTAL              | 2               | 2                | 2                 | 6 |